# Corydalis alpestris
Corydalis alpestris är en vallmoväxtart som beskrevs av C. A. Meyer. Corydalis alpestris ingår i släktet nunneörter, och familjen vallmoväxter. Inga underarter finns listade i Catalogue of Life.